# Dupontia fischeri
Dupontia fischeri är en gräsart som beskrevs av Robert Brown. Dupontia fischeri ingår i släktet isgrässläktet, och familjen gräs. Inga underarter finns listade i Catalogue of Life.